# Liste der Naturdenkmale in Wanfried
Die Liste der Naturdenkmale in Wanfried nennt die im Gebiet von Wanfried im Werra-Meißner-Kreis in Hessen gelegenen Naturdenkmale.

## Liste
| Bild                          | Bezeichnung                                      | Ortsteil, Lage                                                                                          | Beschreibung | Art | Nr.         |
| ----------------------------- | ------------------------------------------------ | --- | --- | --- | ----------- |
| Fotos hochladen               | Dicke Eiche                                      | Altenburschla 51° 9′ 15,5″ N, 10° 11′ 30,8″ O                                                           | Die „Dicke Eiche“ steht an dem bewaldeten Hang des Salzkopfes, rund 700 m vom östlichen Ortsausgang Altenburschlas entfernt. Der Premiumwanderweg P12 Mainzer Köpfe des Geo-Naturparks Frau-Holle-Land führt an dem Baum vorbei. |     | WFD 636.140 |
| mehr Fotos \| Fotos hochladen | Linde (sogenannte Pestlinde)                     | Wanfried, Lindenweg 51° 11′ 8,1″ N, 10° 9′ 53,1″ O                                                      | Das Kirchenbuch der Evangelischen Stadtkirche zu Wanfried berichtet von Pfarrer Johannes Gleim (1653–1697), der sich im „Pestjahr“ 1682 aufopferungsvoll und unermüdlich um seine Gemeindemitglieder kümmerte. In jenem Jahr musste er über 300 Menschen auf dem „Pestacker“ außerhalb der Stadt beerdigen. Zu den am härtesten betroffenen Familien gehörte die des Kantors Jakob Faber, ein Freund von Pfarrer Gleim. Jakob Faber verlor in kurzer Zeit Eltern, Bruder, Frau und sieben seiner Kinder. Das letzte Opfer war er selbst. Er starb am 3. August 1682 im Alter von 55 Jahren. Ihm zu Ehren und allen anderen zum Gedenken pflanzte Pfarrer Gleim im Jahr 1683 eine Linde auf das Grab, die in den vergangenen Jahrhunderten zu einem mächtigen Baum emporgewachsen ist. |     | WFD 636.510 |
| Fotos hochladen               | 29 Linden                                        | Am südlichen Ortsausgang Wanfrieds zwischen Bundesstraße 250 und Werra 51° 10′ 28,3″ N, 10° 10′ 10,5″ O | Die Bäume auf dem „Griesgraben“, dem Festplatz Wanfrieds, gehören zu den 29 Linden die anlässlich der Neuregelung des Naturschutzes in das Naturdenkmalbuch des Kreises Eschwege eingetragen wurden und mit der „Verordnung zur Sicherung von Naturdenkmalen in den Stadt- und Landkreisen des Regierungsbezirks Kassel“ bereits im November 1936 den Schutz des Reichsnaturschutzgesetzes erhielten |     | WFD 636.511 |
| mehr Fotos \| Fotos hochladen | Dorfanger mit seinen Umfassungsmauern und Linden | Altenburschla 11 49/6 51° 8′ 59″ N, 10° 10′ 37,1″ O                                                     | Der Anger nahe dem Kirchhof gilt als ein besonders schöner Lindenplatz. In der runden Ummauerung steht ein Baum der, ohne urkundliche Bestätigung, 1825 bei der Umgestaltung der Anlage gepflanzt worden sein soll. Die drei anderen Linden sind Nachpflanzungen aus späterer Zeit. Als ehemaliger Gerichts- und Versammlungsort ist der Anger aus geschichtlichen Gründen ein geschütztes Kulturdenkmal. Von der früheren Gerichtsstätte sind noch Teile der ursprünglichen Ummauerung und ein alter Steintisch mit drei Bänken vorhanden. |     | WFD 636.517 |
| BW                            | 1 Linde (dicke Linde)                            | Altenburschla 51° 9′ 3,6″ N, 10° 10′ 21,4″ O                                                            | |     | WFD 636.520 |
| BW                            | Linden                                           | Heldra, Vor der Lücke 51° 7′ 37,4″ N, 10° 11′ 17,5″ O                                                   | |     | WFD 636.547 |
| mehr Fotos \| Fotos hochladen | Linde (Schlosslinde)                             | Wanfried 51° 10′ 52,9″ N, 10° 10′ 9,7″ O                                                                | Der alte Baum steht an der nordöstlichen Ecke eines ehemaligen Königsguts, das im Jahr 1015 erstmals urkundlich erwähnt wurde. Die einst stark befestigte Talburg diente dem Schutz der Handelsstraße von Mühlhausen nach Leipzig und war lange Zeit der am weitesten nach Osten vorgeschobene Posten Hessens. In den 1530er Jahren baute der damalige hessische Landgraf Philipp der Großmütige die inzwischen zur Wasserburg gewordene Anlage in ein landgräfliches Schloss um. Auf dem Platz am Wallgraben hatte auch früher schon eine Linde gestanden, die 1891 gefällt werden musste. An ihrer Stelle wurde am 16. April 1892 die heutige Schlosslinde gepflanzt. Als Teil der Sachgesamtheit des früheren Schlosses wird sie auch als ein Kulturdenkmal geschützt. |     | WFD 636.637 |
| BW                            | Baumgruppe alter Friedhof                        | Wanfried 51° 11′ 11,4″ N, 10° 10′ 3,7″ O                                                                | |     | WFD 636.643 |
| mehr Fotos \| Fotos hochladen | Vierbuchen                                       | Wanfried 51° 9′ 52,3″ N, 10° 11′ 45,8″ O                                                                | Die auffällige Baumgruppe wird auch Schwedenbecher genannt. Der Beinamen bezeichnet einen Hohlraum, der sich im Winkel zwischen den vier Stämmen gebildet hatte. Auch im Sommer soll sich in ihm so viel Wasser sammeln, dass er nie ganz austrocknet. Nach alten Überlieferungen wurde unter den Buchen ein General begraben, der in einer Schlacht des Dreißigjährigen Krieges starb. Noch heute, so alter Volksglaube, können Leute welche am Sonntag geboren sind, alltäglich mittags um 12 Uhr bei den vier Buchen vier schwarz gekleidete Träger mit einer Bahre sehen, auf der ein schwedischer Oberst mit weißem Barte liegt. Nach dem Niederstellen der Bahre schaufeln sie lautlos ein Grab und pflanzen auf den frischen Hügel vier Buchenreiser und verharren in stillem Gebet, bis mit dem Glockenschlag eins die Erscheinung verschwindet. Der Kunsthistoriker und Fotograf Thomas Wiegand vermutet, dass die Schwedenbuchen wahrscheinlich aus einem Stockausschlag einer vor vielen Jahrzehnten geschlagenen Buche entstanden sind. |     | WFD 636.645 |